# Bibiana (Turín)
Bibiana antiguamente, en sus orígenes, siglo I después de Cristo, era conocida como Bubiana (en piamontés, Bibian-a, en occitano Bibiana) es un municipio con  2850 habitantes de la provincia de Turín. 
Se encuentra en la entrada del Valle del Pellice.

## Historia
El pueblo tiene orígenes que datan de la mitad del siglo I  d.  C., habría tomado su nombre de su fundador, un tal Bubius, un capitán del ejército romano, que colonizó vastas harea del Piemonte, donde hoy se sitúa la ciudad.
La primera documentación histórica de Bibiana se remonta al 1037, en un acta de la época es designada como "Villa Bibiana".
En el 1259 pasó a ser dominada por Saboya-Acaja.
En el año 1335 se construye la muralla que rodeaba todo el territorio que comprendía el castillo de Castelfiore, y las pocas decenas de casas al pie de la colina. Bibiana contaba entonces con pocas centenas de habitantes, lo que no era poco si se piensa que Turín solamente contaba con 5000 habitantes.
Después, durante siglos, epidémias y guerras, con su trágica secuela de muertes y destrucción interrumpió la pacífica vida de los bibianenses: en 1467 una epidémia de peste causó muchas víctimas: el 22 de septiembre del 1592, las huestes fransesas de Lesdiguierés bajaron desde el monte "Monginevro" y atacaron Bricherasio, Cavour y Bibiana, destruyendo casas, el muro y el antiguo castillo de Castelfiore de los Luserna de Rorá.
La ciudad, en su situación actual, ciertamente construida sobre las ruinas de construcciones anteriores se remonta al siglo XVII.

## Evolución demográfica
| Gráfica de evolución demográfica de Bibiana entre 1861 y 2001 |
|                                                               |
| fuente ISTAT - elaboración gráfica por Wikipedia              |